# قتاد مراكشي
القَتَاد المراكشي (باللاتينية: Astragalus maroccanus) نوع نباتي عشبي من جنس القتاد.

## البيئة والانتشار
موطنه المغرب العربي.